# Tanwarin Sukkhapisit
Tanwarin Sukkhapisit (naissance le 23 octobre 1973 à Nakhon Ratchasima) est une personnalité thaïlandaise actrice puis réalisatrice de films et une personnalité politique.
Non binaire, Sukkhapisit commence sa carrière dans le cinéma au début des années 2000. Lasse des rôles de femmes trans stéréotypées, Sukkhapisit joue par la suite dans des films et des courts métrages plus engagés. Sukkhapisit passe derrière la caméra en 2010, réalisant des films mettant en avant les personnes LGBT. Sukkhapisit en paie le prix : son second film, Insects in the Backyard (th), est accusé de contrevenir à la morale et est censuré. En 2012, son film It Gets Better se voit récompensé d'un Suphannahong National Film Awards.
Tanwarin Sukkhapisit est élue aux élections législatives de 2019 sur la liste d'opposition du Parti du nouvel avenir à la Chambre des représentants. Sukkhapisit présente un programme progressiste, avec la volonté d'améliorer les conditions des personnes LGBT et des femmes. Cependant, la Junte militaire dissout son parti l'année suivante et Sukkhapisit perd son mandat quelques mois après.

## Parcours artistique
Tanwarin Sukkhapisit naît en 1973 à Nakhon Ratchasima, ville située dans la province pauvre d'Isan. Ayant la conscience de sa transidentité depuis ses six ou sept ans, Sukkhapisit transitionne publiquement à l'âge de dix-sept ans. Sukkhapisit est non-binaire et préfère en anglais le pronom they.

### Débuts dans le théâtre et premiers rôles
Tanwarin Sukkhapisit commence le théâtre à l'école, où Sukkhapisit écrit, monte et joue ses pièces ; Sukkhapisit remporte un prix local pour sa pièce Wanthong. Sukkhapisit continue lors de ses études à l'université de Khon Kaen, mais, ne sachant pas jouer du piano, Sukkhapisit est refusée au théâtre musical Exact. Sukkhapisit opte alors pour un travail dans l'enseignement et persévère parallèlement au sein de troupes locales.
Sukkhapisit obtient ses premiers rôles dans les feuilletons Chai Mai Jing Ying Tae et Yod Ya Yee, respectivement en 1998 et 1999. Elle ne décroche cependant que des rôles caricaturaux de femmes trans. Sukkhapisit s'engage alors à jouer dans des courts-métrages racontant les vies trans avec moins de stéréotypes, comme Deep Inside, où la protagoniste, que Sukkhapisit incarne, mène une double vie d'enseignante le jour et de travestie la nuit. Il bénéficie d'une diffusion dans des festivals jusqu'en Europe.

### Reconnaissance à la réalisation
Tanwarin Sukkhapisit abandonne par la suite son métier dans l'enseignement pour la réalisation. Par son œuvre, Sukkhapisit souhaite prôner la « diversité des genres ». En 2010, Sukkhapisit écrit, réalise et joue dans son film Insects in the Backyard (th), qui a pour sujet la transidentité. Diffusé à l'international, il est interdit à sa sortie en Thaïlande par le ministre de la Culture, qui voit en lui une offense à la morale de la société,. Sukkhapisit ne parvient à le faire diffuser que cinq ans plus tard, après une longue bataille juridique et la suppression d'une scène de nudité de trois secondes.
Son film It Gets Better, sorti en 2012, est récompensé d'un Suphannahong National Film Awards ; son film Red Wine in the Dark Night sort en 2015.

## Parcours politique
Quatre ans après le coup d'État de 2014, les partis politiques sont autorisés par la junte militaire au pouvoir et des élections législatives sont organisées en 2019. Le Parti du nouvel avenir, libéral et progressiste, s'approche de Tanwarin Sukkhapisit et fait figurer Sukkhapisit en neuvième position sur sa liste, lui offrant un siège assuré. Sukkhapisit est avec trois autres nouveaux élus l'une des premières personnes trans à entrer à la Chambre des représentants,,.
Sukkhapisit milite pour l'égalité des sexes, le droit au mariage homosexuel, et l'accès à l'adoption par les couples homosexuels, ainsi que l'amélioration des visibilités LGBT par le domaine de la culture. Sukkhapisit souhaite aussi inclure l'éducation sexuelle et l'éducation à la diversité sexuelle dans le système éducatif.
En février 2020, son parti, considéré comme un soutien du mouvement pro-démocratie réclamant la démission du gouvernement et des réformes du système monarchiste, est dissout. Cette dissolution déclenche d'importantes manifestations (en) durant plusieurs mois. Les députés du parti fondent alors Aller de l'avant, mais Tanwarin Sukkhapisit perd son siège en octobre, condamnée par la justice, ; une affaire similaire destitue Thanathorn Juangroongruangkit, le leader du groupe d'opposition.

## Filmographie
Sauf indication contraire, les informations mentionnées dans cette section peuvent être confirmées par les bases de données cinématographiques IMDb et TMDB,  présentes dans la section « Liens externes ».

### Comme réalisatrice
- 2010 : Le Motel hanté dans l'anthologie Die a violent death
- 2010 : Tai hong
- 2010 : Insects in the Backyard (th) (Khuen nan)[13]
- 2011 : Hak na'Sarakham
- 2012 : It Gets Better (Mai Dai Khor Hai Ma Rak)
- 2014 : Love sud jin fin sugoi
- 2014 : Thoe khao rao phi
- 2015 : Ror door khao chon pee thi khao chon kai
- 2015 : Red Wine in the Dark Night
- 2016 : Pump Namman
- 2016 : Club Friday The Series (série télévisée, 5 épisodes de la saison 8)
- 2021 : The War of Flowers (série télévisée)
- 2021 : Irresistable (série télévisée)

### Comme scénariste
- 2010 : Le Motel hanté de sa propre personne
- 2010 : Insects in the Backyard (th) de sa propre personne
- 2015 : Ror door khao chon pee thi khao chon kai de sa propre personne
- 2015 : Red Wine in the Dark Night de sa propre personne
- 2016 : Pump Namman de sa propre personne

### Comme productrice
- 2015 : Judgement Island de Nitiwat Jaroonsak
- 2015 : Red Wine in the Dark Night de sa propre personne
- 2016 : Pump Namman de sa propre personne
- 2017 : Present Perfect (en) d'Anusorn Soisa-Ngim

### Comme actrice
- 1998 : Chai Mai Jing Ying Tae[4]
- 1999 : Yod Ya Yee[4]
- 2002 : Deep Inside (Pleuak)[4]
- 2007 : The Sperm (en) (Asujaak) de Taweewat Wantha : Anant
- 2010 : Insects in the Backyard (th) de sa propre personne
- 2014 : Summer to Winter (San Ya Haeng Kim Hun) de Tanakorn Bangpao et Daraspong Throngprasit
- 2014 : Tai hong tai hien de Poj Arnon, Phontharis Chotkijsadarsopon, Thanadol Nualsuth et Thanatat Sookcharoen
- 2015 : Bong Srolanh Oun de Siwaporn Pongsuwan : manager
- 2015 : Love Next Door 2 de Thitipan Raksasat : Tangkwa